# 7342 Uchinoura
7342 Uchinoura este un asteroid din centura principală de asteroizi.

## Descriere
7342 Uchinoura este un asteroid din centura principală de asteroizi. A fost descoperit pe 23 martie 1992 la Kitami de Kin Endate și Kazuro Watanabe. Asteroidul prezintă o orbită caracterizată de o semiaxă mare de 2,70 ua, o excentricitate de 0,10 și o înclinație de 13,9° în raport cu ecliptica.